# سياحة دينية

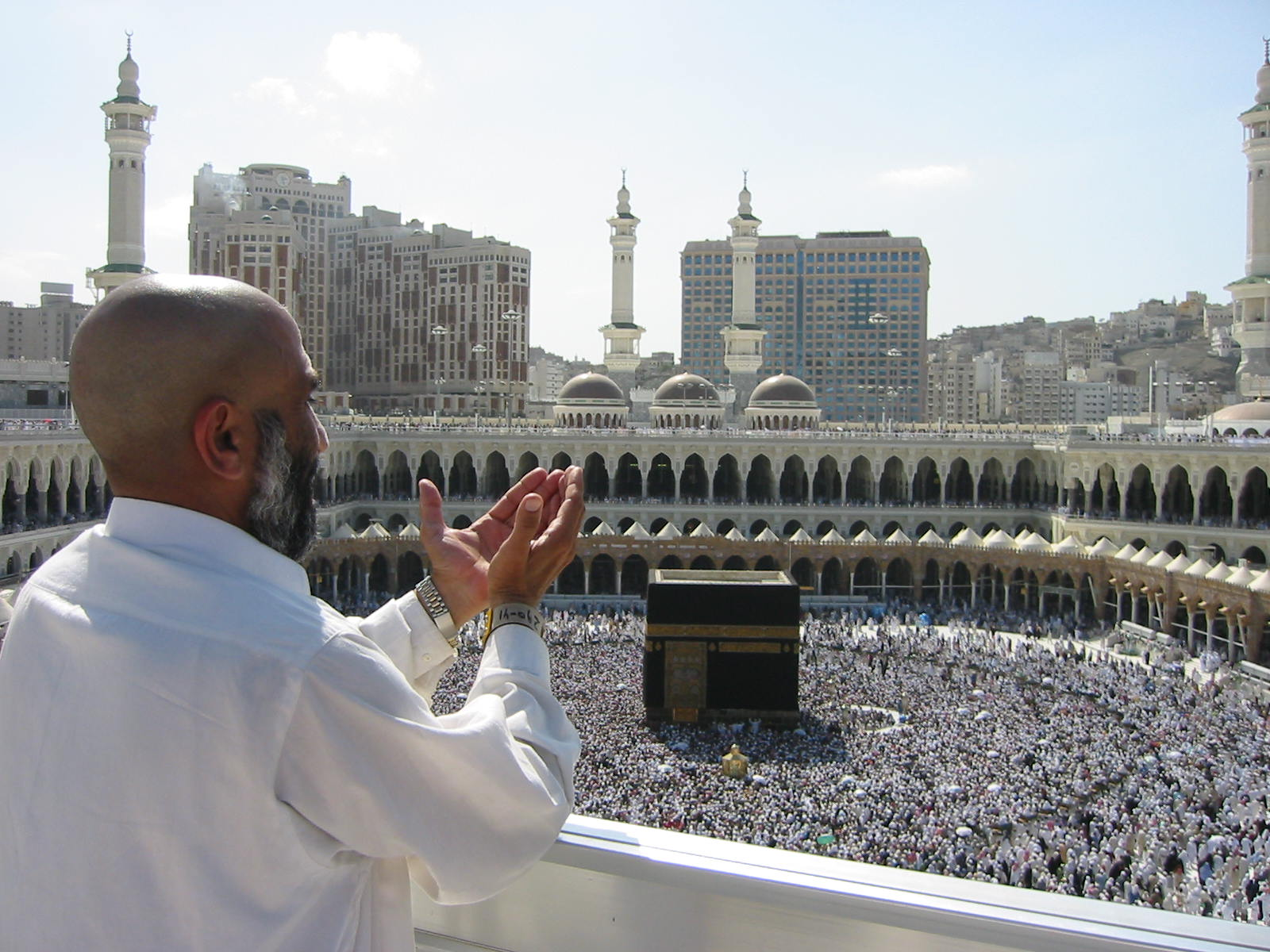

السياحة الدينية من أقدم أنواع السياحة والهدف منها هو القيام بشعائر دينية كما هو الحال عند المسلمين من حج والعمرة، كذلك الترويح والتوسعة على أفراد الأسرة كما ورد في تعاليم الإسلام.
وفي الشق الإسلامي من السياحة الدينية، فقد دعت العديد من الشخصيات الإسلامية إلى ضرورة تطوير برامج سياحية بمقاييس إسلامية، ففي هذا الصدد أشار الحبيب علي الجفري إلى الاشكاليات التي تواجهها السياحة الإسلامية اليوم، حيث أن تصرفات الشعوب والحكومات لا تنطلق من دراسات معمقة فيما يخص هذا الموضوع الذي وصفه بالبالغ الأهمية، داعيًا في ذات الوقت إلى تجذير الصلة بين الخطاب الإسلامي وواقع السياحة، كما أشار صفوت حجازي إلى أن الدين الإسلامي فيه الكثير من السعة والفسحة والمحبة، لذا فإنه اعتبر قضية السياحة الإسلامية ذات أهمية.

## مناطق جذب للسياحة الدينية عند المسلمين
- مكة
- المدينة
- القدس
- دمشق
- القاهرة
- فاس
- القيروان
- إسطنبول
- اليمن
- النجف
- دسوق
- بغداد
- ماليزيا
- الإسكندرية
- حلب
- الرباط
- مشهد
- تونس
- جدة
- قم
- تلمسان
- كربلاء
- سامراء

## السياحة الدينية في مصر
من أكثر مدن العالم للسياحة يوجد بمصر سياحة دينية كبيرة منها:
- جامع عمرو بن العاص: يقع جامع عمرو بن العاص بالفسطاط بحي مصر القديمة، وهو أول جامع بني بمصر بعد أن فتحها عمرو بن العاص سنة 20 للهجرة الموافق سنة 641 ميلاديا. بني هذا الجامع سنة 21 هجريا الموافق 641 ميلاديا وكان عند إنشائه مركزاً للحكم ونواة للدعوة للدين الإسلامي بمصر، ومن ثم بنيت حوله مدينة الفسطاط التي هي أول عواصم مصر الإسلامية، ولقد كان الموقع الذي اختاره عمرو بن العاص لبناء هذا الجامع في ذلك الوقت يطل على النيل كما كان يشرف على حصن بابليون الذي يقع بجواره، ولأن هذا الجامع هو أول الجوامع التي بنيت في مصر فقد عرف بعدة أسماء منها الجامع العتيق وتاج الجوامع.
- جامع الأزهر: الجامع الأزهر هو أشهر مسجد للعلوم والفكر الإسلامي منذ إنشائه قبل أكثر من ألف عام حتى اليوم..وهو أهم المعالم الإسلامية في مدينة القاهرة وفي مصر كله فعندما قدم القائد جوهر الصقلي الكاتب إلى مصر عام 358 هـ / 969م من قبل الخليفة الفاطمي المعز لدين الله الفاطمي لفتحها تم له ذلك لينهي بذلك عصر الدولة الطولونية ويبدأ عصر الدولة الفاطمية، وإذا كان جامع عمرو بن العاص هو أول جامع بني بمصر الإسلامية فإن الجامع الأزهر هو رابع الجوامع التي بنيت بها وأول جامع بني بمدينة القاهرة. شرع جوهر الصقلي في بناء هذا الجامع مع القصور الفاطمية بمدينة القاهرة ليصلي فيه الخليفة وليكون مكانا للدعوة فبدأ البناء به سنة 359 هـ / 970م وأقيمت أول صلاة جمعة به سنة 361 هـ / 973م وعرف بجامع القاهرة.
- جامع محمد علي: في قلعة الجبل بالقاهرة وهو أكثر معالم القلعة شهرة حتى أن الكثيرين يعتقدون أن قلعة صلاح الدين الأيوبي هي قلعة محمد على باشا لشهرة هذا الجامع بها، كما يسمي أيضا جامع المرمر وهو نوع من أنواع الرخام النادر الذي كسي به.

ذكرت المصادر والمراجع المختلفة أنه ما أن أتم محمد علي باشا إصلاح قلعة صلاح الدين الأيوبي وفرغ من بناء قصوره ودوواينه وعموم المدارس رأى أن يبني جامعا كبيرا بالقلعة لأداء الفرائض وليكون به مدفنه. وبدأ في إنشاء الجامع سنة 1246 هـ / 1830م واستمر العمل حتى وفاة محمد على باشا سنة 1265 هـ / 1848م ودفن في المقبرة التي أعدها لنفسه بداخل الجامع. يمتاز جامع محمد على باشا بعدة مميزات معمارية وفنية جعلته متفردا، فمئذنتيه شاهقتين إذ يبلغ ارتفاعها حوالي 84 مترا فإذا أضفنا إليها ارتفاع القلعة المشيد عليها الجامع الذي يبلغ حوالي 80 مترا يصل ارتفاع المئذنتين إلى حوالي 164 مترا عن مستوى البحر، كما أن عدد المشكاوات التي توجد بهذا الجامع هو 365 مشكاة بعدد أيام السنة لوحظ أنها تعزف ألحانا موسيقية في حالة الهدوء، كما تميز الجامع بظاهرة صدي الصوت الظاهر عند ارتفاع الأصوات داخل بيت الصلاة. أما المقصورة التي دفن بها محمد على باشا فإنها تقع في الركن الجنوبي الغربي للجامع وهى عبارة عن مقصورة نحاسية مذهبة جمعت بين الزخارف العربية والتركية والمصرية يتوسطها تركيبة رخامية بها قبر محمد على باشا.
- جامع الناصر محمد بن قلاوون: بنى هذا الجامع منذ نحو 700 عام ويقع وسط القلعة تقريبا وكان يشغل قديما الزاوية الجنوبية الشرقية من الساحة أو الرحبة التي كانت تعرف باسم «الرحبة الحمراء» في مواجهة باب القلعة وكان يقابله الإيوان الناصري الكبير في الزاوية الشمالية الغربية، وظل هذا المسجد هو المسجد الجامع للقلعة حتى أقام محمد على باشا جامعه في مقابله. وقد شيده الملك الناصر محمد بن قلاوون في سنة 718 هـ / 1318م.
- قلعة صلاح الدين الأيوبي: قلعة صلاح الدين الايوبى والمعروفة باسم قلعة الجبل إحدى أهم معالم القاهرة الإسلامية وتقع في حي «القلعة» وقد أقيمت على إحدى الربى المنفصلة عن جبل المقطم على مشارف مدينة القاهرة، وتعتبر من أفخم القلاع الحربية التي شيدت في العصور الوسطى، فموقعها استراتيجي من الدرجة الأولى بما يوفره هذا الموقع من أهمية دفاعية لأنه يسيطر على مدينتي القاهرة والفسطاط، كما أنه يشكل حاجزاً طبيعياً مرتفعاً بين المدينتين. وقد أسس صلاح الدين هذه القلعة على ربوة من جبل المقطم، وأكمل بناءها أخوه الملك العادل عام 1208م، بهدف تأمين القاهرة ضد الغزوات المحتملة.

وقد وفق صلاح الدين تماماً في اختيار مكان القلعة، إذ إنها بوضعها المرتفع حققت الإشراف على القاهرة إشرافاً تاماً، لدرجة أن حاميتها كانت تستطيع القيام بعمليتين حربيتين في وقت واحد، هما إحكام الجبهة الداخلية وقطع دابر من يخرج منها عن طاعة السلطان، ومقاومة أي محاولات خارجية للاستيلاء على القاهرة. يعتبر السور الذي أقامه صلاح الدين حول القاهرة للدفاع عنها ضد أي اعتداء خارجي، من المنشآت الحربية المهمة التي أكملت دور القلعة في العصور الوسطى، وهو السور الذي تم اكتشافه مؤخراً، فبعد أن تولى صلاح الدين (1171 - 1193م) حكم مصر اهتم بعمران المنطقة الواقعة خارج القاهرة الفاطمية بين باب زويلة وجامع أحمد بن طولون، وقسمها إلى خطوط عدة بينها خط الدرب الأحمر الذي لا يزال يعرف بهذا الاسم حتى اليوم. ويتصدر هذه المنطقة جامع الصالح طلائع بن رزيك الذي يعتبر آخر أثر من عصر الفاطميين في مصر.
- مسجد سيدي إبراهيم الدسوقي: يقع بمدينة دسوق، وبه ضريح العارف بالله سيدي إبراهيم الدسوقي آخر الأقطاب الأربة الصوفية وأعظمهم. وهو من المساجد العريقة في العالم الإسلامي حيث يقصده الالاف من الزوار من جميع أنحاء مصر والدول العربية والإسلامية والاوربية، ويقال إنه من أكبر عشرة مساجد في العالم ويعد ترتيبه السادس عالمياً.
- مسجد سيدي جابر: يقع مسجد سيدي جابر في الحي المسمى باسمه فيما بين محطة الترام وشارع بورسعيد وفي مواجهة مستشفي مصطفى كامل العسكري. كان المسجد في البداية زاوية صغيرة بنيت في منتصف القرن السابع الهجري تقريباً..

وبقيت هذه الزاوية على حالتها حتى بني على أنقاضها مسجد في نهاية القرن التاسع عشر الميلادي. في عام 1955م أزيل المسجد القديم ليبنى مكانه المسجد الحالي.
- مسجد سيدي بشر: ينسب مسجد سيدي بشر إلى الشيخ بشر بن الحسين بن محمد بن عبيد الله بن الحسين بن بشر الجوهري.

وهو من سلالة آل بشر الذين وفدوا إلى الإسكندرية في أواخر القرن الخامس الهجري أو أوائل القرن السادس الهجري مع من جاء من علماء المغرب والأندلس في تلك الفترة واشتهر بين الناس بصلاحه وتقواه ولما توفي عام 528 هجرية
- مسجد الإمام البوصيري: يقع مسجد الإمام البوصيري بمدينة الإسكندرية على شاطيء البحر بحي الأنفوشي في منطقة ميدان المساجد وفي مواجهة مسجد أبي العباس المرسى ويأخذ نفس الشكل المعماري تقريباً.. وقد كان المسجد قديماً زاوية صغيرة حتى شيد المسجد الحالي عام 1274 هـ / 1858م ويتكون من مربعين منفصلين. يُعد البوصيري من تلاميذ أبو العباس المرسى، واشتهر بالشعر الصوفي في حب الله ومدح الرسول ومن قصائده: نهج البردة.
- مسجد سيدي أبي العباس المرسي: يقع بمنطقة الأنفوشي ويمتاز بمنارته الشاهقة الارتفاع وقبابه الأربع.

وقد ظل قبر أبي العباس المرسي قائما عند الميناء الشرقية بالإسكندرية بلا بناء حتى كان عام 706 هـ / 1307م فزاره الشيخ زين الدين القطان كبير تجار الإسكندرية وبني عليه ضريحا وقبة وانشأ له مسجدا حسنا وجعل له منارة مربعة الشكل وأوقف عليه بعض أمواله وأقام له إماما وخطيبا وخدما. ظل المسجد كذلك حتى أمر الملك فؤاد الأول بإنشاء ميدان فسيح يطلق عليه ميدان المساجد علي إن يضم مسجدا كبيرا لأبي العباس المرسى ومسجدا للإمام البوصيري والشيخ ياقوت العرش.
- دير سانت كاترين: يقع دير سانت كاترين St. Catherine's Monastery في جنوب سيناء بمصر أسفل جبل كاترين أعلى الجبال في مصر، بالقرب من جبل موسى. ويقال عنه أنه أقدم دير في العالم، يعد مزارا سياحيا كبيرا، حيث تقصده أفواج سياحية من جميع بقاع العالم، وهو معتزل يديره رهبان من الكنيسة اليونانية الأرثوذكسية لا يتكلمون العربية فهم ليسوا مصريين أو عربا ولا يتبع الدير بطريركية الإسكندرية، وإنما هم من أصول يونانية، على الرغم من أن الوصاية على الدير كانت لفترات طويلة للكنيسة الأرثوذكسية الروسية.
- الكنيسة المعلقة: تقع الكنيسة المعلقة في حي مصر القديمة، في منطقة القاهرة القبطية الأثرية الهامة، فهي على مقربة من جامع عمرو بن العاص، ومعبد بن عزرا اليهودي، وكنيسة القديس مينا بجوار حصن بابليون، وكنيسة الشهيد مرقوريوس (أبو سيفين)، وكنائس عديدة أخرى. وسميت بالمعلقة لأنها بنيت على برجين من الأبراج القديمة للحصن الروماني حصن بابليون، ذلك الذي كان قد بناه الإمبراطور تراجان في القرن الثاني الميلادي، وتعتبر المعلقة هي أقدم الكنائس التي لا تزال باقية في مصر.[1]